# Deutsche Cadre-71/2-Meisterschaft 1951/52

Veranstaltungsort: Viersen

Die Deutsche Cadre-71/2-Meisterschaft 1951/52 ist eine Billard-Turnierserie und fand vom 14. bis 16. Dezember 1951 in Viersen zum siebten Mal statt.

## Geschichte
Der Frankfurter Walter Lütgehetmann nahm zum ersten Mal an einer Deutschen Meisterschaft im Cadre 71/2 teil und wurde überlegen Meister. Dabei verbesserte er alle deutschen Rekorde, obwohl er im Krieg einen Finger an seiner Führhand verloren hatte. Lütgehetmann war bereits 1939 Weltmeister im Fünfkampf und mehrfacher Meister in anderen Disziplinen. Aber seine stärkste Disziplin wurde Cadre 71/2. Trotz persönlicher Bestleistungen reichte es für den Titelverteidiger August Tiedtke nur zu Platz zwei. Den dritten Platz belegte der Essener Ernst Rudolph. Alle Teilnehmer dieser Meisterschaft sowie Funk und Presse und sehr viele Zuschauer beim Turnier waren von der Ausrichtung dieser Meisterschaft in der Viersener Festhalle begeistert. Die Halle war perfekt hergerichtet und das Billardmaterial war hervorragend. Daher auch die außergewöhnlich guten Ergebnisse.

## Modus
Es wurde im Round-Robin-Modus bis 300 Punkte gespielt.
Die Endplatzierung ergab sich aus folgenden Kriterien:
1. Matchpunkte
2. Generaldurchschnitt (GD)
3. Bester Einzeldurchschnitt (BED)
4. Höchstserie (HS)

## Teilnehmer (Alphabetisch)
1. August Tiedtke (Düsseldorf) (Titelverteidiger)
2. Josef Bolz (Köln)
3. Karlheinz Krienen (Mönchengladbach)
4. Walter Lütgehetmann (Frankfurt/Main)
5. Ernst Rudolph (Essen)
6. Werner Sorge (Berlin)

### Abschlusstabelle
| Klassement                 | Klassement          | Klassement | Klassement | Klassement | Klassement | Klassement | Klassement | Klassement |
| Platz                      | Name                | MP         | Pkte.      | Aufn.      | GD         | BED        | HS         |            |
| -------------------------- | ------------------- | ---------- | ---------- | ---------- | ---------- | ---------- | ---------- | ---------- |
| 1                          | Walter Lütgehetmann | 10:0       | 1500       | 84         | 17,85      | 42,85      | 136        |            |
| 2                          | August Tiedtke      | 8:2        | 1372       | 86         | 15,95      | 25,00      | 93         |            |
| 3                          | Ernst Rudolph       | 5:5        | 1433       | 119        | 12,04      | 17,64      | 97         |            |
| 4                          | Josef Bolz          | 4:6        | 1052       | 105        | 10,01      | 13,63      | 65         |            |
| 5                          | Werner Sorge        | 3:7        | 1143       | 123        | 9,29       | 15,78      | 127        |            |
| 6                          | Karlheinz Krienen   | 0:10       | 482        | 77         | 6,25       | –          | 28         |            |
| Turnierdurchschnitt: 11,75 |                     |            |            |            |            |            |            |            |